# Mistrzostwa Kazachstanu w Skokach Narciarskich 2017
Mistrzostwa Kazachstanu w Skokach Narciarskich 2017 – zawody o mistrzostwo Kazachstanu w skokach narciarskich, rozegrane na igelicie w kompleksie skoczni Gornyj Gigant w Ałmaty.
13 października 2017 rozegrano konkursy kobiet i mężczyzn na skoczni normalnej, a dzień później – mężczyzn na skoczni dużej. Odbyły się również zawody kobiet na średnim obiekcie.

## Tło
Na poprzednich mistrzostwach kraju, rozegranych w Ałmaty w październiku 2016, złoty medal w zawodach mężczyzn zarówno na skoczni dużej, jak i na normalnej, zdobył Siergiej Tkaczenko, w tym drugim przypadku wspólnie z Maratem Żaparowem. Na 8. Zimowych Igrzyskach Azjatyckich, rozegranych w lutym 2017 w Sapporo, drużyna kazachska (w składzie: Konstantin Sokolenko, Sabirżan Muminow, Marat Żaparow, Siergiej Tkaczenko) zajęła drugie miejsce. W zawodach indywidualnych brązowe medale wywalczyli Tkaczenko i Żaparow, odpowiednio na skoczni normalnej i dużej.
Mistrzostwa odbyły się po zakończeniu letniej części sezonu 2017/2018. W Letnim Grand Prix 2017 punkty zdobył jeden reprezentant Kazachstanu – 18. miejsce Tkaczenki w zawodach w Hakubie było najlepszym wynikiem Kazacha w zawodach tej rangi od 2008 roku. W Letnim Pucharze Kontynentalnym 2017 punkty obok Tkaczenki zdobywali również Muminow i Żaparow.
Mistrzostwa odbyły się w okresie, gdy Kazachowie od kilku lat nie zajmowali miejsc w najlepszej trzydziestce w Pucharze Świata. Ostatnimi zawodnikami, którzy zdobywali punkty cyklu byli, w sezonie 2009/2010, Nikołaj Karpienko i Aleksiej Korolow. Wszyscy wymienieni zawodnicy wystąpili na mistrzostwach.
Reprezentantki Kazachstanu nigdy nie zdobywały punktów w Pucharze Świata kobiet.

## Przebieg zawodów

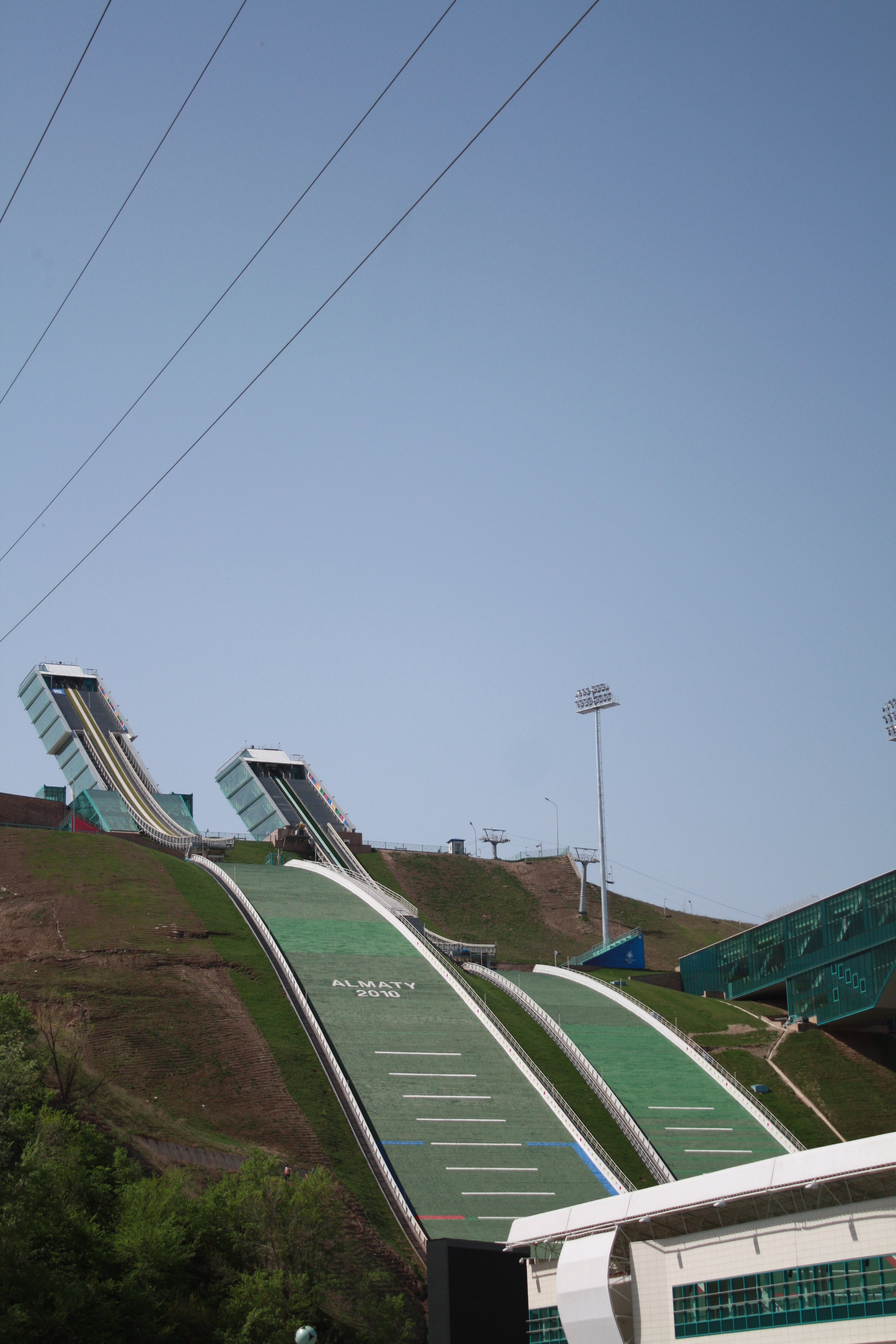
Kompleks skoczni Gornyj Gigant, na którym rozegrane zostały mistrzostwa.

W konkursie mężczyzn na skoczni normalnej wystartowało 28 zawodników. Tytuł z poprzedniego sezonu obronił Siergiej Tkaczenko. Skoki na 97 i 99,5 m pozwoliły mu wyprzedzić o 8 punktów drugiego Marata Żaparowa i o 20 trzeciego Ilję Kratowa. 9. miejsce w konkursie zajął 10-letni Ilja Miziernych, wyprzedzając między innymi uczestnika Mistrzostw Świata w Narciarstwie Klasycznym 2017 Romana Nogina. Na skoczni dużej na starcie pojawiło się 23 skoczków. Zwyciężył Żaparow, któremu skoki na 139 i 128 m pozwoliły na uzyskanie 18,7 pkt przewagi nad drugim Kratowem i 20,2 nad trzecim Sabirżanem Muminowem. W drugiej serii Muminow oddał najdłuższy skok konkursu – 140 m – zakończony podpórką. Czwarte miejsce w konkursie zajął Tkaczenko, który upadł w pierwszej serii.
Najmłodszym uczestnikiem konkursów mężczyzn był Miziernych, najstarszym – 37-letni Iwan Karaułow, trzynasty na skoczni dużej. 36-letni Nikołaj Karpienko dwukrotnie zajął 5. miejsce.
W konkursie kobiet na skoczni normalnej wystartowało 6 zawodniczek. Wygrała Walentina Sdierżykowa przed Wieroniką Szyszkiną i Aliną Tuchtajewą. Na skoczni średniej zwycięstwo również odniosła Sdierżykowa, a zawodniczki na drugim i trzecim miejscu zamieniły się miejscami.

## Wyniki

### Konkurs mężczyzn na skoczni normalnej (HS105)
| Miejsce | Zawodnik             | Rok ur. | Skok 1 | Skok 2 | Punkty |
| ------- | -------------------- | ------- | ------ | ------ | ------ |
| 1.      | Siergiej Tkaczenko   | 1999    | 97,0 m | 99,5 m | 265,0  |
| 2.      | Marat Żaparow        | 1985    | 97,0 m | 97,5 m | 257,0  |
| 3.      | Ilja Kratow          | 2000    | 92,5 m | 96,0 m | 245,0  |
| 4.      | Sabirżan Muminow     | 1994    | 92,5 m | 94,0 m | 241,0  |
| 5.      | Nikołaj Karpienko    | 1981    | 88,0 m | 91,0 m | 226,0  |
| 6.      | Danił Wasiljew       | 2004    | 88,0 m | 90,0 m | 223,5  |
| 7.      | Aleksiej Korolow     | 1987    | 88,5 m | 85,5 m | 214,0  |
| 8.      | Konstantin Sokolenko | 1987    | 87,0 m | 86,5 m | 213,0  |
| 9.      | Ilja Miziernych      | 2007    | 87,5 m | 85,5 m | 212,0  |
| 10.     | Roman Nogin          | 1998    | 85,5 m | 86,0 m | 209,0  |

### Konkurs mężczyzn na skoczni dużej (HS140)
| Miejsce | Zawodnik             | Rok ur. | Skok 1  | Skok 2  | Punkty |
| ------- | -------------------- | ------- | ------- | ------- | ------ |
| 1.      | Marat Żaparow        | 1985    | 139,0 m | 128,0 m | 262,6  |
| 2.      | Ilja Kratow          | 2000    | 124,0 m | 131,5 m | 243,9  |
| 3.      | Sabirżan Muminow     | 1994    | 125,5 m | 140,0 m | 242,4  |
| 4.      | Siergiej Tkaczenko   | 1999    | 135,0 m | 129,5 m | 230,1  |
| 5.      | Nikołaj Karpienko    | 1981    | 121,0 m | 121,0 m | 213,6  |
| 6.      | Danił Wasiljew       | 2004    | 123,0 m | 120,0 m | 211,6  |
| 7.      | Konstantin Sokolenko | 1987    | 116,5 m | 121,5 m | 204,4  |
| 9.      | Roman Nogin          | 1998    | 115,5 m | 119,5 m | 199,0  |
| 9.      | Aleksiej Korolow     | 1987    | 118,5 m | 116,0 m | 198,1  |
| 10.     | Gleb Safonow         | 2001    | 116,5 m | 117,5 m | 197,2  |

### Konkurs kobiet na skoczni normalnej (HS105)
| Miejsce | Zawodniczka           | Rok ur. |
| ------- | --------------------- | ------- |
| 1.      | Walentina Sdierżykowa | 2001    |
| 2.      | Wieronika Szyszkina   | 2003    |
| 3.      | Alina Tuchtajewa      | 2001    |

### Konkurs kobiet na skoczni średniej (K-70)
| Miejsce | Zawodniczka           | Rok ur. |
| ------- | --------------------- | ------- |
| 1.      | Walentina Sdierżykowa | 2001    |
| 2.      | Alina Tuchtajewa      | 2001    |
| 3.      | Wieronika Szyszkina   | 2003    |